# Geldbeschaffungskosten
Geldbeschaffungskosten sind die Kosten, die im Zusammenhang mit der Anschaffung von Finanzierungsinstrumenten entstehen.

## Allgemeines
Von Geldbeschaffung wird gesprochen, wenn ein Wirtschaftssubjekt (Privatperson, Unternehmen, Staat) seinen Kapitalbedarf durch Fremdfinanzierung deckt. Geldbeschaffungskosten gelten dabei als Nebenkosten, die zusätzlich zum Kreditzins anfallen. Kreditzins und Geldbeschaffungskosten ergeben zusammen die Finanzierungskosten. Geldbeschaffungskosten sind die einmaligen Kosten, die beim Vertragsabschluss oder der Verlängerung eines Kreditvertrages anfallen.

## Arten
Geldbeschaffungskosten sind im Regelfall einmalige Aufwendungen für die Beschaffung und Bereitstellung von Kreditmitteln, die entweder an den Kreditgeber oder an einen Dritten entrichtet werden:
- Maklerprovisionen bei Kreditvermittlung;
- Kapitalbeschaffungskosten wie Kosten der Bestellung von Kreditsicherheiten, für Börseneinführung oder Emissionskosten;
- Bauzeitzinsen beim Bauherrn;
- Bereitstellungsprovisionen;
- Bearbeitungsgebühren;
- Disagio;
- Wertermittlungsgebühren, Gutachterkosten;
- Notargebühren;
- Gerichtskosten für die Eintragung/Löschung der Grundpfandrechte im Grundbuch.

Diese Geldbeschaffungskosten gehören wirtschaftlich zu den Transaktionskosten. Im engeren Sinne sind Geldbeschaffungskosten an einen Dritten – und nicht an den Kreditgeber – zu entrichten.

## Abgrenzung
Im steuerrechtlichen Sinne gehört auch das Damnum zu den Geldbeschaffungskosten, während es wirtschaftlich als Teil des Kreditzinses anzusehen ist. Das Steuerrecht zählt zu den Schuldzinsen (§ 9 Abs. 1 Nr. 1 EStG) auch die Nebenkosten der Darlehensaufnahme und sonstige Kreditkosten einschließlich der Geldbeschaffungskosten. Danach sind auch Notargebühren zur Besicherung eines Darlehens oder  Abschlussgebühren eines Bausparvertrags, der bestimmungsgemäß der Ablösung eines Finanzierungsdarlehens zum Erwerb einer vermieteten Immobilie dient als Werbungskosten abziehbare Schuldzinsen.